# 屋根の上のバイオリン弾き

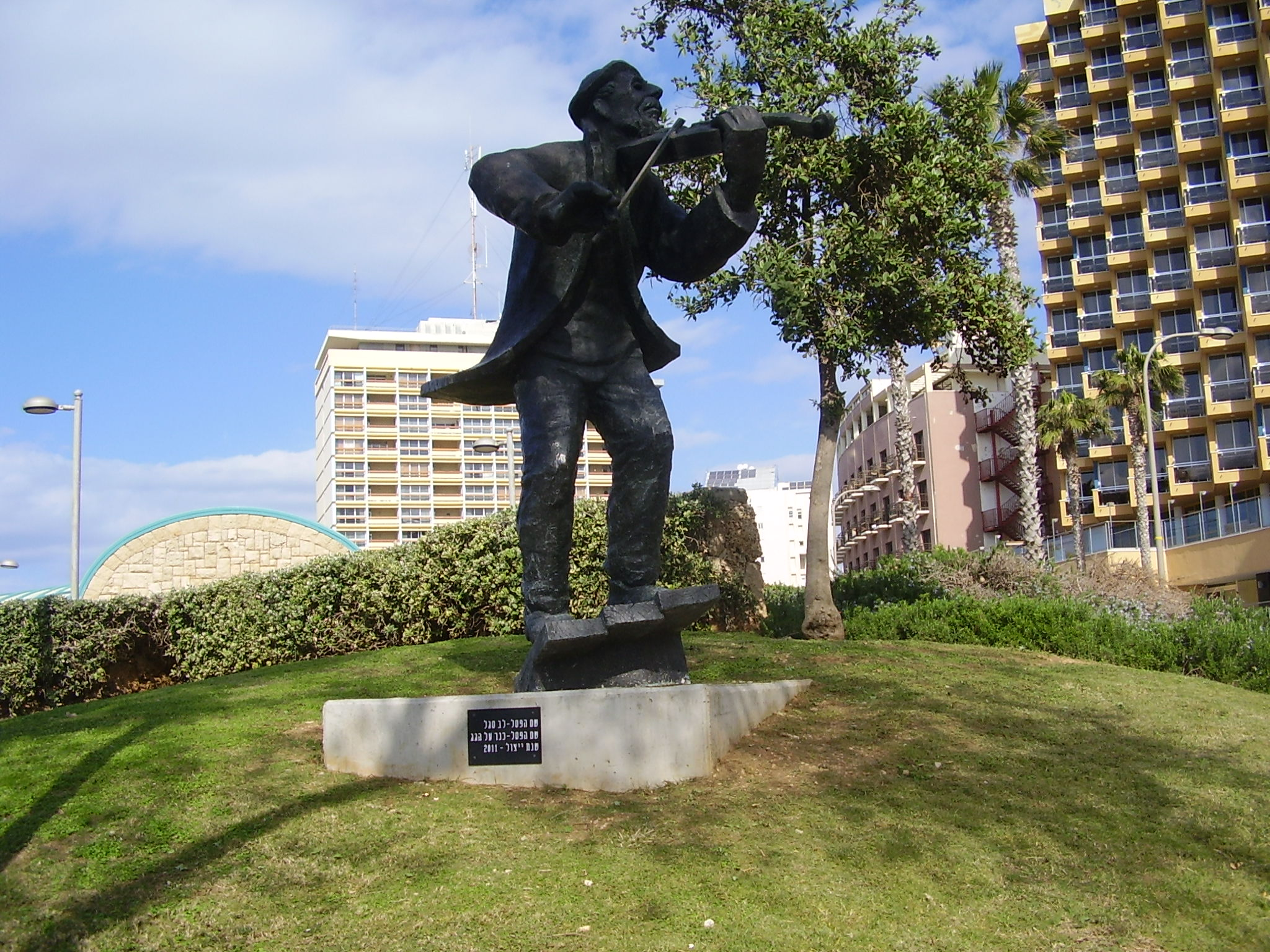
物語を象徴する屋根の上のバイオリン弾きのブロンズ像（イスラエル・ネタニヤ）

『屋根の上のバイオリン弾き』（やねのうえのバイオリンひき、英語原題：Fiddler on the Roof）は、1964年のアメリカのミュージカル。ショーレム・アレイヘムの短篇小説『牛乳屋テヴィエ』を原作としている。テヴィエ（Tevye）とその家族をはじめとして、帝政ロシア領となったシュテットルに暮らすユダヤ教徒の生活を描いたものである。この作品には19世紀末のシュテットルの様子が良く描かれているという。

## オリジナル・ブロードウェイ・プロダクション
1964年9月22日、ニューヨーク・インペリアルシアターにて初演。1972年7月2日まで7年9カ月、3242回のロングラン公演となった。
- 脚本： ジョゼフ・スタイン (Joseph Stein)
- 作詞： シェルダン・ハーニック (Sheldon Harnick)
- 作曲： ジェリー・ボック (Jerry Bock)
- 製作： ハロルド・プリンス (Harold Prince)
- 演出・振付： ジェローム・ロビンス (Jerome Robbins)

## あらすじ
テヴィエはウクライナ地方の小さな架空の村『アナテフカ』（Anatevka）で牛乳屋を営むユダヤ人一家である。亭主関白を気取ってはいるがその実、妻のゴールデに頭が上がらない。5人の娘に囲まれ、ユダヤ教の戒律を厳格に守ってつましくも幸せな毎日を送っていた。
テヴィエは娘たちの幸せを願い、それぞれに裕福な結婚相手を見つけようと骨を折っている。不仲だった肉屋のラザールから長女のツァイテルを後妻に迎えたいと申し込まれたが、そのツァイテルには幼馴染のモーテルという恋人がいた。ツァイテルと貧しいモーテルとの結婚にテヴィエは当初猛反対するものの、結局は意志を尊重して結婚を認める。次女ホーデルは革命を夢見る政治活動家の学生パーチックと恋仲になり、逮捕されたパーチックを追ってシベリアへ発ち、さらに三女は、ロシア青年とロシア正教会で結婚して駆け落ちしてしまう。
劇中で描かれる「ポグロム」と呼ばれるユダヤ人迫害は次第に激しくなり、終盤で村全体の追放に至り、テヴィエたちは着の身着のままで住み慣れた村から出ていく。原作ではイスラエルの地へ帰還するが、ミュージカルではニューヨークに向かうところで話が終わる。

## 登場人物

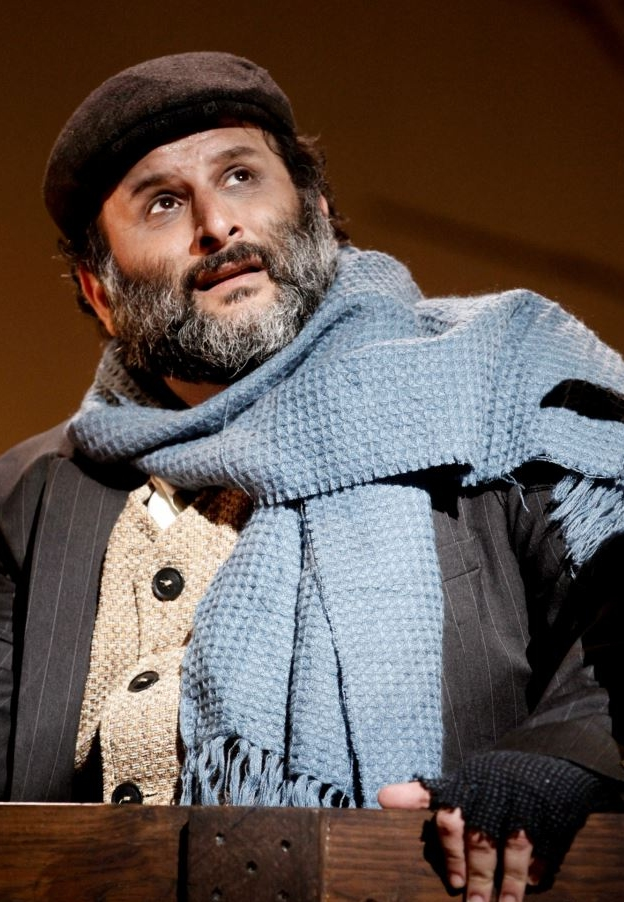
アーロン・ゼベデ演ずるテヴィエ

テヴィエ
アナテフカの村で牛乳屋を営む7人家族の父親。ユダヤのしきたりを重んじて生活しているが、変わりゆく家族や周囲に戸惑いながらも適応してゆく。
ゴールデ
テヴィエの妻。気性のはっきりしたタイプで、5人の娘を育て上げる肝っ玉母さん。
ツァイテル
テヴィエの長女。ラザールに好かれているが、モーテルと恋仲である。
ホーデル
テヴィエの次女。教養のあるラビの息子に片思いしていたが、パーチックにしだいを思いを寄せていく。パーチックとの愛ゆえの結婚は、両親が互いの愛に気づくきっかけにもなった。
チャバ
テヴィエの三女。本の虫で好奇心旺盛。
モーテル
アナテフカの仕立て屋。ツァイテルの幼馴染みで恋仲だが、気が弱く臆病であった。
パーチック
アナテフカに流れてきた学生。聖書を現代風に解釈し、ユダヤ人のしきたりにもロシア人のユダヤ人弾圧にも疑問を抱く。革命をおこすべきだと唱える社会主義者。ホーデルと後に恋仲になる。
ラザール・ウォルフ
アナテフカの肉屋。数年前に妻を亡くしてやもめ暮らし。テヴィエとは不仲だったが、ツァイテルに思いを寄せる。
イェンテ
アナテフカの仲人の老婆。
ラビ
アナテフカで最も尊敬されているラビ。高齢。
ナフム
アナテフカの乞食
巡査部長
アナテフカの村全体を警備する。ユダヤ人でなくロシア人だが、テヴィエとは幼馴染みで仲がいい。

## 時代的背景
1924年、アメリカには移民法が成立するなどし、移民の流入が阻まれた。そのために、ニューヨークにおけるユダヤ教徒の表現活動は、次第に東欧出身の1世から2世へと重心を移すようになっていったといわれる。そして2世以降の若者は、ショレム・アレイヘムなどの文学作品をイディッシュ語で楽しむ能力も余裕も失っていった。
1960年代に『屋根の上のバイオリン弾き』がブロードウェイ・ミュージカルとして大成功をおさめたのは、英語しか理解しない世代の台頭と、それらの世代の父・祖父の世代の世界へのノスタルジックな回帰、という時代風潮があったといわれる。ユダヤ系移民に限らず、1世と2世などの「世代間の断絶」がアメリカの家庭にとって極めて切実な問題となっていた時代に、この作品はユダヤ系アメリカ人にとどまらず、一般に好評を博した。

## ミュージカル・ナンバー
劇中歌としては「サンライズ・サンセット」などが知られている。

## 映画
1971年、ノーマン・ジュイソン監督、ジョン・ウィリアムズ編曲、トポル主演で映画化された。アカデミー賞で3部門を受賞している。

## 舞台上演（日本版）
日本では1967年9月6日、東京・帝国劇場にて初演された。テヴィエ役は1986年まで900回にわたり森繁久彌がつとめた。その後、テヴィエ役は上條恒彦、西田敏行、市村正親に移り、2013年には日生劇場、2025年3月は明治座で上演されている。
日本版（東宝制作）の題名表記は『屋根の上のヴァイオリン弾き』である。

### 森繁版（1967 - 1986年）

森繁久彌演ずるテヴィエのブロンズ像（小田急小田原線千歳船橋駅前）

- テヴィエ - 森繁久彌、 上條恒彦（1986年帝国劇場で7回出演）
- ゴールデ（テヴィエの妻） - 越路吹雪、 上月晃、 淀かほる
- ツァイテル（長女） - 淀かほる、 今陽子、 江崎英子、 大空真弓、 音無美紀子
- ホーデル（次女） - 浜木綿子、 倍賞千恵子、 安奈淳、 岡崎友紀、 大竹しのぶ、 いしだあゆみ、 森山良子、 岩崎宏美
- チャヴァ（三女） - 西尾美恵子、 木の実ナナ、大原ますみ、 松岡由利子、 ジュディ・オング、田中好子、 毬谷友子
- シュプリンシェ（四女） - いしだあゆみ、永野裕紀子、 小川敦子、永井啓子、前村麻由美、山添三千代、山下千景、吉田有美、 荒井玉青、吉田有美、鈴木昌子、和泉ちぬ
- ビルケ（五女） - 岡崎友紀、前村麻由美、松田朋美、村松恵、野上麻里奈、平塚麻紀、金谷三奈子、鮫島久美、平塚磨紀、川島光代、赤井祐子、林純子、川島光代、赤井祐子、吉田きよみ、篠崎祐子、篠崎麻由美、網田麻澄、小倉佳代子
- イエンテ（仲人婆さん） - 賀原夏子
- モーテル（仕立屋） - 市川染五郎、 津坂匡章、 富松千代志、 本田博太郎、 西郷輝彦
- パーチック - 中丸忠雄、 村井国夫、 井上孝雄
- ラザール・ウォルフ（肉屋） - 山茶花究、 谷啓、 上條恒彦
- モールチャ - 友竹正則、 なべおさみ、 石田英二、 田中明夫、 横沢祐一
- ラビ（司祭） - 益田喜頓
- メンデル（司祭の息子） - 三上直也
- アブラム - 溝江博、 宮野忠善、 宮琢磨
- フルマセーラ （ラザールの先妻） - 黒柳徹子、 流けいこ、 荒井洸子
- 巡査部長 - 須賀不二男
- ユッセル - 石田茂樹、 丸山博一、 安田伸
- フョートカ - 兼高明宏、 藤村泰介、 沢木順、 藤村泰二、 谷岡弘規、 金田賢一、 蟇目亮
- シャンデル（モーテルの母） - 高橋郁子
- ツァイテル婆さん - 富田恵子、 可奈潤子、 前沢保美

### 西田版（1994 - 2001年）
- テヴィエ - 西田敏行
- ゴールデ（テヴィエの妻） - 上月晃、 順みつき
- ツァイテル（長女） - 涼風真世、 床嶋佳子、 杜けあき、 島田歌穂
- ホーデル（次女） - 本田美奈子、 毬谷友子、 堀内敬子
- チャヴァ（三女） - 小高恵美、小林さやか
- シュプリンツェ（四女） - 森真子
- ビルケ（五女） - 小方優子(=小方ゆう子)
- イエンテ（仲人婆さん） - 賀原夏子、 今井和子
- モーテル（仕立屋） - 松橋登、 岸田敏志（岸田智史）
- パーチック - 岸田智史、 福井貴一、 吉野圭吾
- ラザール・ウォルフ（肉屋） - 上條恒彦
- ナフム（アナテフカの乞食） - 佐藤輝
- モールチャ - 石鍋多加史
- ラビ（司祭） - 森塚敏
- メンデル（司祭の息子） - 越智則英
- アブラム - 宮野琢磨
- フルマセーラ （ラザールの先妻） - 荒井洸子、 園山晴子
- 巡査部長 - 船戸順
- ユッセル - 安田伸、 市山貴章（市山登）
- フョートカ - 篠塚勝、 筒井巧
- シャンデル（モーテルの母） - 高橋郁子
- ツァイテル婆さん - 富田恵子、 高塚いおり
- シュロイムｰ真島茂樹

### 市村版（2004 - 現在）
- テヴィエ - 市村正親
- ゴールデ（テヴィエの妻） - 夏木マリ、 浅茅陽子、 鳳蘭
- ツァイテル（長女） - 香寿たつき、 匠ひびき、 貴城けい、 水夏希、 実咲凜音、凰稀かなめ、美弥るりか
- ホーデル（次女） - 知念里奈、 剱持たまき、 笹本玲奈、 大塚千弘、 神田沙也加、唯月ふうか
- チャヴァ（三女） - 笹本玲奈、 安倍麻美、 平田愛咲、 吉川友、 唯月ふうか、屋比久知奈、大森未来衣
- シュプリンツェ（四女） - 宮野友里加、 村尾真莉、野口遥、 寺本莉緒、神田愛莉、宮島里奈
- ビルケ（五女） - 村上由香、 川口愛実、石丸椎菜、 石川鈴菜、池田葵、東 菊乃
- イエンテ（仲人婆さん） - 杉村理加、 荒井洸子
- モーテル（仕立屋） - 駒田一、 植本潤、 照井裕隆[1]、 入野自由、上口耕平
- パーチック - 杉田あきひろ、 吉野圭吾、 良知真次、 入野自由、 広瀬友祐、植原卓也、内藤大希
- ラザール・ウォルフ（肉屋） - 鶴田忍、 今井清隆、Bro.TOM
- モールチャ - 新井武宣、 池田紳一、 祖父江進
- ラビ（司祭） - 青山達三、 山本真裕
- メンデル（司祭の息子） - 香取新一
- アブラム - 林アキラ、 石鍋多加史
- フルマセーラ （ラザールの先妻） - 園山晴子、富田浩路
- 巡査部長 - 石波義人、 廣田高志
- ユッセル - 小笠原家光、 片根暢宏、 石川剛
- フョートカ - 結樺健、 中西陽介、 中山卓也、 上口耕平、 神田恭兵
- シャンデル（モーテルの母） - 高橋郁子、深堀晶子、菅原さおり
- ツァイテル婆さん - 高塚いおり、北川理恵、加藤 楓
- ロシアンテナー - 林アキラ、 杉山有大、 奈良坂潤紀
- シュロイム-真島茂樹

## 関連文献
- ショラム・アレイヘム『屋根の上のバイオリン弾き』南川貞治訳、早川書房、1986年
- ショレム・アレイヘム『牛乳屋テヴィエ』西成彦訳、岩波文庫、2012年